# Indrė Pociūtė-Levickienė
Indrė Pociūtė-Levickienė (* 16. November 1979 in Šiauliai) ist eine litauische Juristin und konservative Politikerin.

## Leben
Nach dem Abitur 1998 am Julius-Janonis-Gymnasium Šiauliai absolvierte Pociūtė 2003 das Bachelorstudium und 2005 das Masterstudium der Rechtswissenschaft an der Mykolo Romerio universitetas in Vilnius. Von 1998 bis 1999 arbeitete sie im Bezirksgericht Šiauliai und von 2006 bis 2008 in der Kanzlei von Seimas als Referentin von Tėvynės sąjunga – Lietuvos krikščionys demokratai, von 2008 bis 2010 Beraterin des Verteidigungsministers Litauens und danach Vizeministerin der Verteidigung.
Ab 2004 war sie Mitglied von Jaunųjų konservatorių lyga. Seit 2009 ist sie Mitglied der Tėvynės sąjunga.
Pociūtė ist verheiratet.

## Quelle
- Indrė Pociūtė-Levickienė (CV, LR KAM inf.)

| Personendaten    | Personendaten                       |
| ---------------- | ----------------------------------- |
| NAME             | Pociūtė-Levickienė, Indrė           |
| KURZBESCHREIBUNG | litauische Juristin und Politikerin |
| GEBURTSDATUM     | 16. November 1979                   |
| GEBURTSORT       | Šiauliai                            |